# Stigmatopygus
Stigmatopygus is een geslacht van uitgestorven zee-egels uit de familie Faujasiidae. Het is het typegeslacht van de onderfamilie Stigmatopyginae. Vertegenwoordigers van dit geslacht zijn slechts als fossiel bekend.

## Soorten
- Stigmatopygus lamberti Besairie, 1930 †
- Stigmatopygus lehmani Gonçalves, 1965 †